# Línea Aerobus Córdoba
La Línea Aerobus es la línea que presta el servicio, en la ciudad de Córdoba (Argentina) por T.A.M.S.E.. Es una línea une desde la Terminal de Ómnibus (nueva) hacia el Aeropuerto Internacional Ingeniero Ambrosio Taravella se paga la Tarjeta Redbus y cuesta $235.30
El Aerobus se inauguró el 1 de agosto de 2016 por ERSA Urbano hasta que el 15 de diciembre de 2022, T.A.M.S.E. le quita a ERSA esta línea junto a otras por baja frecuencia y el 18 de diciembre se hizo efectiva el traspaso.

## Horario de Recorrido
El recorrido comienza de 4:30 a 23:00.

## Flotas
Se utilizan 4 unidades de Metalpar Iguazú 2, con piso bajo (colores blanco y celeste casi parecido a Arbus de Buenos Aires)las cuatro unidades ex arbus. Las Unidades tienen características urbano con porta maletas y un espacio para discapacitados.

## Paradas
IDA: Terminal de Ómnibus - Av San Jerónimo - Plaza San Martín - Palacio 6 de Julio - Av. 27 de Abril - Av. Santa Fe - Monseñor Pablo Cabrera - Av. La Voz del Interior - Aeropuerto.
VUELTA: Aeropuerto - Av. La Voz del Interior -Av. Monseñor Pablo Cabrera -Av. Santa Fe - Plaza Colón - Avellaneda - San José de Calasanz - Bv. San Juan - Bv. Arturo Illia - Tránsito Cáceres de Allende - Bv. Perón - Terminal de Ómnibus.